# Padiglione di Vahdettin
Il Padiglione di Vahdettin (in turco Vahdettin Köşkü), noto anche come Padiglione di Çengelköy (in turco Çengelköy Köşkü), è un kösk ottomano a forma di villa ricostruito a Istanbul. L'edificio fu costruito per il principe ereditario (Şehzade) Mehmed Vahdettin, che in seguito regnò come sultano Mehmed VI. L'edificio e i suoi annessi sono stati demoliti nel 2013 e sostituiti da una replica simile con lo stesso nome, anche se l'edificio era stato inserito nella lista dei monumenti protetti sin dal 1984.

## Ubicazione
L'attuale residenza, con i suoi circa 50 ettari di terreno, si trova nel quartiere di Çengelköy del distretto di Scutari di Istanbul, sul lato asiatico della città, su una piccola collina che domina il Bosforo. Oltre alla tenuta originaria, sulla proprietà si trovavano anche l'Antico Padiglione Köçeoğlu, il Padiglione di Kadın Efendi, costruito per la madre adottiva di Mehmed, e la Villa Ağalar. La terrazza sul terreno è uno dei pochi posti da cui si può vedere quasi tutto il Bosforo.

## Storia
Il piccolo palazzo fu costruito secondo i piani dell'architetto franco-ottomano Alexandre Vallaury per volere del sultano Abdülhamid II dal capomastro Süleyman. Il sultano aveva precedentemente acquistato il sito con diverse ville per suo figlio, che morì giovane. Il sultano cedette quindi l'edificio al fratello Mehmed Vahdettin, che vi abitò fino alla sua intronizzazione nel 1918. Quando fu costretto ad abdicare nel 1922 e dovette lasciare il Paese, regalò la proprietà alla sua concubina. L'enorme appezzamento di terreno venne lottizzato e venduto a terzi.
Nel 1988, il Primo Ministro turco Turgut Özal propose di trasformare l'edificio in una casa di riposo per i dipendenti dell'Ufficio del Primo Ministro. I lavori di ristrutturazione terminarono con la morte di Özal nel 1993 e i fondi furono cancellati. Da allora l'edificio rimase vuoto. Nel 2007, la proprietà è stata trasferita dal Ministero della Cultura e del Turismo alla Direzione Generale delle Fondazioni, che l'ha assegnata al Primo Ministro.
L'allora primo ministro e attuale presidente Recep Tayyip Erdoğan ordinò di ricominciare i lavori di restauro. Tutti gli edifici furono demoliti. Durante la ricostruzione non fu prestata alcuna attenzione ai dettagli architettonici. Anche tre manieri storici in legno vicini sono stati demoliti e ricostruiti senza tenere conto dei progetti originali. I nuovi edifici, costruiti secondo il progetto dell'architetto Sinan Genim, assomigliano solo superficialmente a quelli originali. La Camera degli architetti di Istanbul ha criticato la demolizione e la ricostruzione del bene culturale classificato come un “grande errore”. Al termine dei lavori di restauro, lo storico dell'arte İlber Ortaylı ha criticato il restauro dicendo: "Non mi piace affatto il restauro. Tutti sanno che non è un restauro fedele alla realtà storica e alle regole architettoniche".
Un'area di 4000 m² è stata nazionalizzata con decreto governativo nel 2013 per la sistemazione del paesaggio. Durante il Ramadan 2014, i residenti di 14 case vicine sono stati sfrattati. Intorno agli edifici sono stati abbattuti centinaia di alberi, è stata costruita un'elisuperficie ed è stato eretto un alto muro intorno al sito.
I lavori di conversione sono stati completati nell'agosto 2014. Il Padiglione Vahdettin è stato utilizzato dal Primo Ministro fino a quando la carica è stata sciolta in seguito all'attuazione di un riforma costituzionale e funge da foresteria della Repubblica di Turchia e per i ricevimenti di Stato.
Il parco comprende una serra, un laghetto ornamentale, un'elisuperficie e un ampio parcheggio. La foresta che circonda la residenza è composta da pino, tiglio, quercia, cedro del Libano, alloro e albero di Giuda.

## Architettura
Il nuovo edificio ha una scarsa somiglianza con quello vecchio. L'originale Vahdettin Köşkü era un edificio basso a due piani in legno con elementi di architettura europea e ottomana. L'edificio era noto per la sua torre ampiamente visibile con cupola a cipolla.